# テルスター (曲)
「テルスター」（Telstar）は、1962年にイングランドのバンド、ザ・トルネイドースが発表したインストゥルメンタル曲で、ジョー・ミークが作曲とプロデュースをした。この曲は全英シングルチャートで首位に立ち、1962年12月にはBillboard Hot 100でも首位に達したが、これはイギリスで録音された楽曲としては、同年5月の「白い渚のブルース」に次ぐこの年の2例目であった。この曲はまた、1962年にアメリカ合衆国とイギリスの両方の週間チャートで首位に立った、2曲目のインストゥルメンタル曲のシングルであった。
1962年のうちに、ミークは「Magic Star」と題した歌詞つきのバージョンもプロデュースして、ケニー・ハリウッドに歌わせた。この曲はデッカ・レコードからリリースされ (cat. nr F11546)、B面にはジェフ・ゴダードが書いた「The Wonderful Story of Love」が収められた。この2曲とも、音楽監督はアイヴァー・レイモンドが務めた。

## 背景
「テルスター」は、1962年7月10日に打ち上げられた通信衛星であるテルスター衛星に因んで名付けられた。ジョー・ミークが作曲し、プロデュースしたこの曲は、特徴的な電子音を出す鍵盤楽器であるクラヴィオリン、ないしは、それに似た Jennings Univox を用いている。この曲は、ノース・ロンドンのハロウェイ・ロードの店舗の2階にあった小さなアパートに設けられていたミークのスタジオで録音された。しかしトルネイドースがバックバンドを務めていたビリー・フューリーのライブスケジュールの合間をにねじ込んだレコーディング日程だったためキーボードのロジャー・ラヴァーンがリードのクラヴィリオンを録音する時間が無く、この曲を象徴するメロディーは後日ジェフ・ゴダードによって録音された（ラヴァーンの演奏はバッキングのピアノで聞くことが出来る）。「テルスター」は、アイヴァー・ノヴェロ賞を受賞し、世界中で500万枚以上のレコードが売れたものと推定されている。
2007年、アッシュのティム・ウィーラーは、「テルスター」について、SFの影響を受けた最も初期のポップ・トラッドのひとつであり、「当時としては、とても未来的で、いま聴いても非常に奇妙に響く」と書き記した。彼の見るところでは、ミューズの2006年のシングル「ナイツ・オブ・サイドニア」にも「テルスター」の影響が及んでいるといい、ミューズのフロントマンであるマシュー・ベラミーがザ・トルネイドースのギタリストであったジョージ・ベラミーの息子であることを指摘している。

## 訴訟
フランスの作曲家ジャン・レドルは、彼が1960年の映画『ナポレオン/アウステルリッツの戦い』のために書いたスコアの一部をなす曲「La Marche d'Austerlitz」をコピーしたものだとして、ミークを盗作で訴えた。この訴訟のため、ミークは存命中にはレコード売り上げからのロイヤルティーを受け取れず、彼に有利な形の裁定が下ったのは、1967年にミークが自殺した3週間後のことだった。『ナポレオン/アウステルリッツの戦い』がイギリスで公開されたのは1965年になってからであり、1963年3月に訴えられた時点で、ミークはこの映画の存在を知らなかった。

## 商業的成功
この曲は、発表後すぐにヒットし、全英シングルチャートに25週とどまり、そのうち5週間にわたって首位に立った上、アメリカ合衆国のチャートにも16週間とどまった。「テルスター」は、イギリスのポップ・グループがアメリカ合衆国のチャートで首位に立った最初の例であった。それまで第二次世界大戦後に、イギリス人の名がアメリカ合衆国のチャートの首位に達した例は、1952年のヴェラ・リンの「アウフ・ヴィーダーゼン・スウィートハート」、次に1958年のローリー・ロンドンの「世界はわがもの」、そして1962年5月のクラリネット奏者アッカー・ビルクの「白い渚のブルース」の3例しかなかった。

## シングル収録曲
| #         | タイトル         | 作詞      | 作曲             | 時間 |
| --------- | ---------------- | --------- | ---------------- | ---- |
| A.        | 「Telstar」      |           | ジョー・ミーク   | 3:15 |
| B.        | 「Jungle Fever」 |           | ジェフ・ゴダード | 2:15 |
| 合計時間: | 合計時間:        | 合計時間: | 5:30             |      |

## クレジット/パーソネル
ザ・トルネイドース
- クレム・カッティーニ – ドラムス
- アラン・キャディ – リードギター
- ロジャー・ラヴァーン (Roger LaVern) – キーボード
- ジョージ・ベラミー – リズムギター
- ハインツ・バート – ベース

その他
- ジョー・ミーク – 作曲、音楽プロデューサー
- ジェフ・ゴダード – クラヴィオリン（両面とも）、曲の最後の主題の歌詞のないボーカル（両面とも）
- デイヴ・アダムス – ミークの作曲の楽譜起こし

## チャート
| チャート (1962年 - 1963年)          | 最高位 |
| ----------------------------------- | ------ |
| オーストラリア (Billboard)          | 2      |
| ベルギー (Ultratop 50 Flanders)     | 1      |
| ベルギー (Ultratop 50 Wallonia)     | 2      |
| カナダ (CHUM chart)                 | 1      |
| フランス (Billboard)                | 1      |
| アイルランド (IRMA)                 | 1      |
| オランダ (Single Top 100)           | 3      |
| ニュージーランド (Lever Hit Parade) | 1      |
| ノルウェー (VG-lista)               | 3      |
| 南アフリカ (Billboard)              | 1      |
| UK シングルス (OCC)                 | 1      |
| US Billboard Hot 100                | 1      |
| US Black Singles (Billboard)        | 5      |
| 西ドイツ (Official German Charts)   | 6      |

## その他
- イギリスの首相であったマーガレット・サッチャーは、お気に入りのポップ曲のひとつとして「テルスター」を挙げていた[23][24]。